# Домби, Рудольф
Рудольф Домби (венг. Dombi Rudolf, 9 ноября 1986, Будапешт) — венгерский гребец-байдарочник, выступающий за сборную Венгрии с 2009 года. Чемпион летних Олимпийских игр в Лондоне, чемпион Европы, многократный призёр этапов мирового кубка и национальных первенств.

## Биография
Рудольф Домби родился 9 ноября 1986 года в Будапеште, Венгрия. Активно заниматься греблей начал уже в возрасте десяти лет, в 2009 году впервые прошёл отбор в основной состав национальной сборной и получил возможность принимать участие в крупнейших международных стартах. В дебютном сезоне на чемпионате мира в немецком Бранденбурге в составе четырёхместной байдарки завоевал бронзовую медаль на дистанции 200 м, тогда как на мировом первенстве в канадском Дартмуте финишировал шестым в программе эстафеты на одиночках. Через год дебютировал в Кубке мира, причём на домашнем этапе в Сегеде сразу же выиграл золото, победив в километровой гонке на четвёрках. Также взял серебро и бронзу на европейском первенстве в испанской Тразоне, с четвёркой на 1000 м и с двойкой на 200 м соответственно, при этом на чемпионате мира в Познани выступил не так достойно, не сумел пройти дальше полуфиналов.
В 2011 году на всех турнирах Домби выиграл только одну бронзовую медаль, это произошло на чемпионате Европы в Белграде в дисциплине Б-2 1000 м. На чемпионате мира вновь отличиться не смог — только шестая позиция. Гораздо более успешным в плане наград получился следующий сезон, когда венгр сначала взял две золотые награды на этапах Кубка мира в немецком Дуйсбурге, обе в километровой гонке на двухместных байдарках, а потом в той же дисциплине одержал победу на европейском первенстве в Загребе. Благодаря череде удачных выступлений Рудольф Домби и его партнёр Роланд Кёкень удостоились права защищать честь страны на ХХХ летних Олимпийских играх в Лондоне, где впоследствии завоевали золото, опередив всех соперников на дистанции 1000 м.